# Eva macht Dummheiten
Eva macht Dummheiten (Originaltitel: Eva tropí hlouposti) ist ein tschechischer Spielfilm von Martin Frič aus dem Jahre 1939. Die Screwball-Comedy basiert auf dem gleichnamigen Roman von Fan Vavřincová aus dem Jahr 1934 und gilt in Tschechien als eine der beliebtesten Filmkomödien aller Zeiten.

## Handlung
Michal Nor kehrt nach mehreren im Ausland verbrachten Jahren zurück nach Hause. Dort erwartet ihn außer seiner Tante Pavlína, genannt Pa, auch seine Schwester Eva, die soeben aus dem Mädchenpensionat zurückgekommen ist.
Die Tante feiert in Kürze ihren 60. Geburtstag, und Eva weiß, dass sie sich seit Jahren für die Anleitung zur Rosenzucht des Nachbarn Záhorský interessiert. Weil die Tante mit dem Fabrikanten jedoch nicht gut auskommt, beschließt Eva, sich als Sekretärin bei den Záhorskýs einstellen zu lassen, um die Anleitung schlichtweg zu stehlen.
Doch nicht nur Eva verfolgt im Haus der Záhorskýs ihre Pläne, auch ihr Bruder Michal taucht dort auf und gibt sich als englischer Lord namens Johny Camel aus, um das Herz der Tochter des Fabrikanten, Eliška, zu gewinnen. Sekretär Kučera wiederum versucht, die zwischenzeitlich entwendeten Familienschmückstücke wiederzufinden.
Es entsteht ein heilloses Durcheinander, das aber letztlich ein gutes Ende nimmt: Die Schmuckstücke tauchen wieder auf, Michal verlobt sich mit Eliška und Eva bekommt nicht nur die Anleitung zur Rosenzucht des Fabrikanten Záhorský, sondern gewinnt auch das Herz des Sekretärs Kučera.

## Produktion
Der Film entstand in nur wenigen Wochen in den Filmstudios Barrandov in Prag unter der Produktion der Lucernafilm. Seine Premiere hatte Eva tropí hlouposti am 10. November 1939 in Prag. In die deutschen Kinos kam der Film unter dem Titel Eva macht Dummheiten im August 1942, später lief der Film als Eva begaat domheden in den Niederlanden.